# Bomarea tarmensis
Bomarea tarmensis är en alströmeriaväxtart som beskrevs av Friedrich Fritz Wilhelm Ludwig Kraenzlin. Bomarea tarmensis ingår i släktet Bomarea och familjen alströmeriaväxter.
Artens utbredningsområde är Peru. Inga underarter finns listade i Catalogue of Life.